# Растениевъдство
Растениевъ̀дството е: 
1) дейност по отглеждане на културни растения, отрасъл на селското стопанство по отглеждането на културни растения като източник на хранителни продукти за хората и в животновъдството, като суровина в отраслите на промишлеността – хранителната, текстилната, химическата и т.н., както и за други цели.
2) Приложна наука, която изучава биологията, систематиката и агротехниката на културните растения, жизнената им среда и районирането, с цел да се получава постоянен висок и доброкачествен добив от тях при най-ниските трудови и материални разходи, разнообразие от сортове, хибриди, форми на културни растения, по-добри методи за отглеждане и т.н.

## Растениевъдството като дейност по отглеждане на културни растения

### Зараждане
Растениевъдството като дейност по отглеждане на културни растения и като селскостопански отрасъл е неразделно свързано с историята на човечеството и е продукт на антропогенна дейност. 
Според информация на Николай Вавилов, възникването на растениевъдството се предполага още в горния палеолит, т.е. около 50000 години пр.н.е. Според швейцарския ботаник Огюстен Пирам дьо Кандол, растениевъдската (земеделската) култура произхожда от много ранен период на човешката история, както е видно от находките на семена от пшеница в египетски гробници отпреди 4000 година пр.н.е. А земеделските оръдия на труда, намерени на територията на Палестина, са направени 8 – 10 хилядолетия пр.н.е. 

### Периоди на развитие
Според академик А. И. Зинченко и съавтори, 2001 и 2003 г., в историята на развитието на растениевъдството могат да се посочат пет периода. 

#### Първи период
Първоначалното растениевъдство през мезолита и неолита е възникнало с бурно разгърналото се разделение на труда, когато човекът започва да води заседнал начин на живот, да опитомява диви животни и да отглежда (окултурява) житни тревисти растения, зърнени бобови, кореноплодни (англ. Root vegetables), зеленчукови и други.

#### Втори период
Растениевъдство през робовладелско-античния период на страните от Азия, Египет, Месопотамия, славянските поселения на територията на Украйна, Гърция, Рим, Византия и средновековната феодална Европа. При това в античните страни – Рим, Гърция, по-късно и Византия, са добивали и по две реколти годишно, а на земеделците в Рим е била добре известна ролята на у̀гарите, бобовите и сидералните култури. Тук в I век пр.н.е. от императора Юлий Цезар са били внедрени – в замяна на триполната зърнена система на засяване (която в Русия е просъществувала до началото на 20 век), плодосменни сеитбообороти. Значителна роля в развитието на практическите основи на растениевъдството в средновековна Европа са изиграли манастирите, където монасите – специалисти в областта на растениевъдството са обобщавали опита и са разработвали правила по отглеждането на полски и други култури, които строго се спазвали. Това съответно е влияело и на полевъдството в земите на феодалите и селяните.

#### Трети период
Периодът обхваща развитието на растениевъдството през 18 и 19 век – период на развитието на манифактурния капитализъм, който предизвиква нарастване на броя на градското население и нуждата от изхранването му, както и на нуждата от суровини за фабриките и заводите. Тези нужди предизвикват увеличаването на посевните площи за зърнени, технически и други култури, както и развитието на животновъдството. Всичко това обуславя бурното развитие на селскостопанския отрасъл на науката, появата на голямо количество научни и научнопрактически разработки, организирането на общества.

#### Четвърти период
Четвърти е периодът „Зелена революция“ (Green Revolution) – с основен обхват комплекса изменения в селското стопанство на слаборазвитите страни между 1940 г. и 1970 г. Терминът, предложен от Уилям Гауд (William S. Gaud) в 1968 г., включва активната селекция на по-продуктивни сортове, хибриди, растения, разширение на иригацията, прилагане на торове, пестициди, съвременна техника и т.н.
Начало на Зелената революция е положено в Мексико в 1943 г. с въведените от селекционера Норман Борлоуг (Norman Borlaug) голямо количество високоефективни сортове пшеница. През периода 1951 – 1956 г. Мексико постига пълно осигуряване на страната със зърно и започва да го изнася. За 15 години добивът на зърнопроизводството в страната нараства три пъти.
Разработките на Борлоуг са използвани в селекционната работа в много страни по света. В 1970 г. Борлоуг получава Нобелова награда за мир.
Първата вълна на Зелената революция позволява не само да се нахрани прираста на населението на Земята, но и да се подобри качеството на живота му за сметка на значителния ръст на количеството калории в денонощната норма за храна на населението на развиващите се страни.
Комплексът мероприятия на Зелената революция предизвиква на планетата Земя рязко повишаване на реколтата от полските култури, особено от зърнените, зърнено-бобовите, зеленчуковите, плодните.
В същото време, заедно с позитивните резултати, Зелената революция довежда до негативни и – даже – застрашителни последствия. Широкото прилагане на свръхвисоки норми относно минералните торове, пестицидите (хербициди, инсектициди, фунгициди), дефолианти, десиканти и други, повлича застрашителни проблеми от екологичен характер за околната природна среда, за продукцията на растениевъдството, а по-нататък – вредно въздействие върху здравето на хората и унищожаване на много видове от животинския свят.
Интензификацията на земеделието смущава водния режим на почвите, предизвиква засоляване, затопляне и опустиняване.

#### Пети период
Интензивният период в развитието на растениевъдството започва през втората половина на 20 век. По същество той е следваща стъпка на Зелената революция, която се основава вече на водещите за епохата достижения на биологията, генетиката, селекцията, агрохимията, молекулярното и генното инженерство и на все по-широко използване на информационни технологии при моделирането и управлението на технологичните процеси в растениевъдството, със сложните им съвкупности от характеристики, показатели, връзки и критерии.
Този период в развитието на растениевъдството се характеризира с усилен и действен стремеж за отстраняване негативното влияние на антропогенния фактор върху околната среда, настъпило при Зелената революция.

## Растениевъдството като приложна наука

### Обект
Основният обект на изследване от растениевъдството е културното растение (вид, разновидност, сорт, хибрид), неговата биология, изисквания към околната среда.
От биологичните особености на отделните култури, растениевъдството изучава: продължителността на вегетационния период; ритмите на растежа и развитието; последователните фази на вегетацията и морфогенезата; динамиката на развитието на кореновата система и асимилационната повърхност, натрупването на сухо вещество, образуването на икономически-полезните органи и части от растението; обмяната на веществата; водния и хранителния режими; зимоустойчивостта, устойчивостта на замръзване, засушаване, засоляване и други.

### История
Историята на растениевъдството е тясно свързана с развитието на природните науки, земеделието и агрономията. За начало на растениевъдството като наука могат да се считат първите записи по воденето на селското стопанство. В Древния Рим за такива могат да се смятат „Земеделие“ на Катон Стари (234 – 149 пр.н.е.), трите книги „За селското стопанство“ от Марк Теренций Варон (116 – 27 пр.н.е.), „Естествена история в 37 книги“ от Плиний Стари (23 – 79 г.) и 12 книги за селското стопанство от Луций Юний Модерат Колумела (1 век). В тези творби за първи път е подчертана необходимостта от разграничаване на агротехническите похвати в зависимост от природните условия и особеностите на растението. През Средновековието (през феодализма) е имало застой в развитието на природните и селскостопанските науки. С появата на капитализма, поради бързо растящите нужди на градското население от хранителни продукти, а на индустрията – от селскостопански суровини, са създадени благоприятни условия за развитието на природните науки и на тази основа – на селскостопанските науки, включително растениевъдството. С голямо значение за научната основа на растениевъдството са били произведенията на швейцарския ботаник Жан Сенебиѐ (Jean Senebier), френския учен Жан Бусенго̀ (Jean-Baptiste Boussingault), германския химик Юстус фон Лѝбих (Justus von Liebig), германския агрохимик Херман Хелригел (Hermann Hellriegel) и други, които са разработили теоретичната основа на храненето на растенията. В областта на изкуствения отбор, произведенията на основателя на генетиката – чешкия естественик Грегор Мендел, семейството на френските селекционери Вилморен (Philippe André de Vilmorin, Louis de Vilmorin и други), американския селекционер-дарвинист Лутер Бербанк (Luther Burbank) изиграват важна роля. В Русия развитието на научното растениевъдство е свързано с имената на Михаил Ломоносов, Иван Михайлович Комов, Андрей Тимофеевич Болотов (Andrey Bolotov), Александър Николаевич Енгелхардт (Alexander Nikolayevich Engelhardt), Дмитрий Менделеев, Иван Александрович Стебут, Василий Васильевич Докучаев (Vasily Dokuchaev), Климент Аркадиевич Тимирязев (Kliment Timiryazev), Дмитрий Николаевич Прянишников (Dmitry Pryanishnikov), Николай Вавилов и много други учени. 

## Подотрасли на растениевъдството
Подотрасли на селскостопанския отрасъл „растениевъдство“ са:
- Лозарство
- Лесовъдство
- Зеленчукопроизводство
- Производство на зърнено-житни култури
- Производство на зърнено-бобови култури
- Производство на технически култури
- Овощарство
- Градинарство
- Цветарство
- Други подотрасли